# Reprezentacja Maroka w piłce wodnej mężczyzn
Reprezentacja Maroka w piłce wodnej mężczyzn – zespół, biorący udział w imieniu Maroka w meczach i sportowych imprezach międzynarodowych w piłce wodnej, powoływany przez selekcjonera, w którym mogą występować wyłącznie zawodnicy posiadający obywatelstwo marokańskie. Za jej funkcjonowanie odpowiedzialny jest Marokański Związek Pływacki (FRMN), który jest członkiem Międzynarodowej Federacji Pływackiej.

## Historia
W 2008 reprezentacja Maroka rozegrała swój pierwszy oficjalny mecz w eliminacjach World League.

## Udział w turniejach międzynarodowych

### Igrzyska olimpijskie
Reprezentacja Maroka nie występowała na Igrzyskach Olimpijskich.

### Mistrzostwa świata
Reprezentacji Maroka nie udało się awansować do finałów MŚ.

### Puchar świata
Maroko nie uczestniczyło w finałach Pucharu świata.

### World League
Marokańskiej drużynie 3 razy nie udało się zakwalifikować do finałów World League. W 2008, 2009 i 2010 odpadła w rundzie wstępnej.